# Cocinor
Cocinor (anagramme de Comptoir cinématographique du Nord) est une ancienne société française de production et de distribution de films, ainsi que d'exploitation de salles de cinéma créée en 1947 par Ignace Morgenstern.

## Histoire
Ignace Morgenstern travaille pour la Sedif (Société d'exploitation et de distribution de films) à partir de 1935, dirigée par Joseph Lucachevitch. Après-Guerre, tout en devenant l'un des directeurs de la Sedif, il fonde la Cocinor. L'un des premiers films produits est Les Trois Cousines (1947) de Jacques Daniel-Norman. L'adresse du premier siège parisien est au 27 rue Dumont-d'Urville. 
Cocinor devient dans les années 1950 l'un des premiers distributeurs de films.
Après la mort de Morgenstern, la société est rachetée par Edmond Ténoudji qui la fusionne avec la société Filmsonor-Marceau le 28 mars 1974 pour devenir la société Marceau Cocinor puis les Films Marceau Cocinor en 1987 après avoir acquis une partie du catalogue de la société de production de Charles Delac, la SGC (Société générale de cinématographie), devenue en 1988, la société Les Films Marceau Concordia.
.
Cocinor ne produit plus de films depuis 1983.

## Filmographie

### Distributeur
- 33 tours et puis s'en vont
- Les Amants maudits
- L'Amour fou
- L'Année dernière à Marienbad
- L'ardoise
- L'Auberge rouge
- À toi de jouer Callaghan
- L'Aventurière du Tchad
- L'Auberge des plaisirs
- Le Bal du comte d'Orgel
- Bel Amour
- La Belle des belles
- La Belle et le Tzigane
- Le Bois des amants
- Le Boulanger de Valorgue
- C'est plus facile de garder la bouche ouverte
- Caldonia
- Les Carabiniers
- Carmen 63
- Le Cas du docteur Laurent
- Cerf-volant du bout du monde
- Les Chiens dans la nuit
- Chiens perdus sans collier
- Les Chiffonniers d'Emmaüs
- Les Cinq Sous de Lavarède
- Croquemitoufle
- De l'amour
- Des gens sans importance
- Des pissenlits par la racine
- Don Juan 73
- Duel à Dakar
- Et Dieu… créa la femme
- Et par ici la sortie
- L'Eau à la bouche
- Les Enfants de l'amour
- L'Ennemi public numéro un
- Les Évadés
- La Femme à l'orchidée
- Le Fils de d'Artagnan
- Le Fruit défendu
- Germinal
- Gibraltar
- La Grande Java
- Les Godelureaux
- La guerre est finie
- Hellé
- L'Héritage
- Hier, aujourd'hui et demain
- Hiroshima mon amour
- Histoires extraordinaires
- Ho !
- L'Homme à l'imperméable
- Les hommes
- Honoré de Marseille
- Hôtel du Nord
- Les Hussards
- Il est minuit, docteur Schweitzer
- L'Insatisfaite
- La Jeune Folle
- Larry agent secret
- Le Lit conjugal
- Manina, la fille sans voiles
- Maxime
- Me faire ça à moi
- Le Mépris
- Meurtres ?
- Miss Shumway jette un sort
- Le Monocle rit jaune
- Montparnasse 19
- Le Mouton à cinq pattes
- Musique en tête
- Naples millionnaire
- Notre-Dame de Paris
- La Nuit des adieux
- Onibaba
- L'Or du duc
- Oui à l'amour, non à la guerre
- Papa, maman, la bonne et moi
- Papa, maman, ma femme et moi
- Paris chante toujours
- Le Pays d'où je viens
- Plume au vent
- Plus de whisky pour Callaghan
- Police judiciaire de Maurice de Canonge
- Pourvu qu'on ait l'ivresse...
- Prélude à l'Asie
- Quarante-huit heures d'amour
- Les Quatre Cents Coups
- Questo mondo proibito
- Rencontre à Paris
- La Reine des pirates
- Le Repos du guerrier
- Le Roi du bla bla bla
- La Route du bonheur
- Saint-Tropez Blues
- Sang et Lumières
- Les Scélérats
- Slogan
- Si Versailles m'était conté...
- Souvenirs perdus
- Le Spécialiste
- Tirez sur le pianiste
- Le Tombeur
- Les Trois Cousines
- Trois de la Canebière
- Trois de la marine
- Trop jolies pour être honnêtes
- Un été sauvage
- Un homme se penche sur son passé
- Un officier de police sans importance
- Varsovie, quand même...
- La Vie à deux
- Les vieux loups bénissent la mort
- Les Vignes du seigneur
- Vivre la nuit
- Votre dévoué Blake
- Vu du pont

### Producteur
- L'Amour fou
- L'Année dernière à Marienbad
- Le Bal du comte d'Orgel
- Les Carabiniers
- Carmen 63
- Le Cas du docteur Laurent
- Cerf-volant du bout du monde
- Les Chiffonniers d'Emmaüs
- La ciociara
- Comment j'ai appris à aimer les femmes
- Des gens sans importance
- Des pissenlits par la racine
- Du grabuge chez les veuves
- Et Dieu… créa la femme
- Et Satan conduit le bal
- En avant la musique
- L'Ennemi public no 1
- Les Évadés
- Germinal
- Les Godelureaux
- La Grosse Caisse
- Histoires extraordinaires
- Les Hussards
- Ho !
- L'Immortelle
- L'Inassouvie
- L'Inconnue de Hong Kong
- Le Jeu de la vérité
- Les Jeux de l'amour
- Le Lit conjugal
- Le Majordome
- Le Mari de la femme à barbe
- Le Meurtrier
- Mon amour, mon amour
- Mona, l'étoile sans nom
- Le Monocle rit jaune
- La Nuit des adieux
- L'Or du duc
- Passion d'amour
- Petites Femmes et Haute Finance
- Plume au vent
- Point de chute
- Police Magnum
- La Proie pour l'ombre
- Sang et Lumières
- Si Versailles m'était conté...
- Slalom
- Un soir sur la plage
- Le Soupirant
- Une femme est passée
- La Vie à deux
- Les Vignes du seigneur
- Votre dévoué Blake
- Les Yeux cernés